# Ley C-150
La Ley C-150, también conocida como Ley Reformatoria del Derecho Penal de 1968-69 (en inglés: Criminal Law Amendment Act, 1968–69)  fue un proyecto de ley general que introdujo cambios significativos en el Código Penal canadiense. Una primera versión del texto fue presentada con el nombre de proyecto de Ley C-195 por el entonces Ministro de Justicia, Pierre Trudeau, en la segunda sesión del 27º Parlamento canadiense, celebrada el 21 de diciembre de 1967. Esta versión fue modificada y reintroducida como proyecto de Ley C-150 por el entonces ministro de Justicia, John Turner, en la primera sesión del 28º Parlamento canadiense. Después de acalorados debates, fue aprobada el 14 de mayo de 1969 en tercera lectura por la Cámara de los Comunes en una votación de 149 contra 55. El proyecto de ley fue una enorme enmienda de 126 páginas y 120 cláusulas al derecho penal y al procedimiento penal de Canadá.
El proyecto de ley despenalizó la homosexualidad en todo el país y permitió el aborto bajo ciertas condiciones. Un proyecto de ley relacionado, presentado y aprobado al mismo tiempo, despenalizó la venta de anticonceptivos. La ley también reguló las loterías, hizo más estrictas las reglas para la posesión de armas e introdujo nuevos delitos relacionados con la conducción en estado de ebriedad, el acoso en llamadas telefónicas, la publicidad engañosa y la crueldad hacia los animales.
John Turner, sucesor de Trudeau como Ministro de Justicia, describió el proyecto de ley como "la reforma más importante y abarcadora del derecho criminal y penal jamás intentada en este país". Trudeau defendió el proyecto de ley, en relación a la despenalización de la homosexualidad, afirmando ante los periodistas que "no hay lugar para el Estado en los dormitorios de la nación" y que "lo que se hace en privado entre adultos no concierne al Código Penal ".

## Cambios al Código Penal

### Aborto
El proyecto de ley C-150 legalizó el aborto terapéutico bajo ciertas condiciones. Anteriormente, el aborto era un delito penal en Canadá, país que se encontraba influenciado en gran medida por las posiciones morales de la Iglesia católica sobre este tema. El proyecto de ley C-150 legalizó que las mujeres abortaran si un comité de aborto terapéutico formado por tres médicos consideraba que el embarazo ponía en peligro el bienestar mental, emocional o físico de la madre. En un discurso de 1999 para celebrar el 30º aniversario de la aprobación del proyecto de ley, la senadora Lucie Pépin argumentó que la nueva libertad proporcionada por el proyecto de ley C-150 "resultó ser un trampolín para muchas otras libertades y opciones que han alterado el lugar de las mujeres en la sociedad — autoestima, educación, empleo, voz y empoderamiento". La legislación sobre el aborto en Canadá se liberalizó aún más en 1988 con el fallo R. v. Morgentaler, que eliminó las restricciones al aborto en Canadá durante los nueve meses de embarazo.

### Anticoncepción
Antes de 1968, el Código Penal tipificaba como delito el ofertar, anunciar o tener en posesión con fines de venta cualquier "medicamento, droga o artículo destinado o representado como método para prevenir la concepción o provocar abortos o abortos espontáneos". Como parte del paquete de reformas contenidas en la Ley Reformatoria del Derecho Penal, el gobierno también presentó el Proyecto de Ley S-15, que despenalizó los anticonceptivos y los colocó bajo el poder regulatorio de la Ley de Alimentos y Medicamentos, que rige los medicamentos y dispositivos medicinales. El proyecto de ley S-15 derogó la referencia a los anticonceptivos en el Código Penal, pero dejó los abortivos criminalizados. El proyecto de ley S-15 recibió la aprobación real el 27 de junio de 1969, el mismo día de la Ley Reformatoria del Derecho Penal.

### Homosexualidad
El proyecto de ley C-150 despenalizó la "sodomía " y la "indecencia grave" entre adultos mayores de 21 años y entre marido y mujer, siempre que cada parte diera su consentimiento. Los dos delitos se habían utilizado para tipificar como delito los actos homosexuales entre hombres. La adopción por el Parlamento británico de la Ley de delitos sexuales de 1967 influyó en la decisión de Trudeau de incluir enmiendas al Código Penal relativas a la homosexualidad en el proyecto de ley C-150. La oposición a la homosexualidad fue tan intensa que los Créditistes católicos de Quebec suspendieron el debate durante seis semanas. Los Créditistes sugirieron que el comunismo, el socialismo y el ateísmo estaban detrás de los cambios propuestos relacionados con la homosexualidad y el aborto. Exigieron además que se celebrara un referéndum público sobre estas cuestiones y utilizaron prácticas de obstruccionismo del Parlamento contra las enmiendas relativas al aborto.
Los defensores de la despenalización parcial defendieron su posición diciendo que "la homosexualidad en sí misma" seguiría siendo ilegal a menos que ambas partes tuvieran más de 21 años y el acto se llevara a cabo en privado. Antes de que se aprobara la ley, la conducta homosexual consensuada en privado rara vez se procesaba. El historiador Tom Hooper dice que es un "mito" que la ley despenalizó la homosexualidad y, de hecho, "facilitó la recriminalización de la homosexualidad en Canadá".

### Juegos de azar
Antes del proyecto de ley C-150, se introdujeron exenciones del Código Penal que permitían los juegos de apuestas a pequeña escala en beneficio de organizaciones benéficas. Entre 1892 y 1969, los canadienses podían apostar en carreras de caballos o en ferias de verano. Estas experiencias de juegos de azar con fines caritativos llevaron finalmente al proyecto de ley C-150 a dar a los gobiernos provinciales y federales la oportunidad de utilizar las loterías para financiar actividades de interés general (como por ejemplo los Juegos Olímpicos de Montreal de 1976).

### Control de armas
La política sobre armas en Canadá también se vio modificada por el proyecto de ley C-150, que por primera vez prohibió proporcionar armas de fuego a personas con "enfermedad mental" o delincuentes bajo órdenes de prohibición. La ley también amplió la definición de "arma de fuego", que antes de 1969 incluía sólo pistolas y armas de fuego automáticas, e introdujo categorías de armas de fuego no restringidas, restringidas y prohibidas.

### Conducir bajo estado de ebriedad
El proyecto de ley C-150 también abordó la cuestión de la conducción en estado de ebriedad . El proyecto de ley tipificó como delito conducir con un contenido de alcohol en la sangre superior a los 80mg por cada100ml de sangre. El negarse ante un oficial de policía a proporcionar una muestra de aliento también se tipificó como delito y ambos se definieron como delitos de condena sumaria, con una multa mínima obligatoria de 50 dólares.